# 18376 Quirk
18376 Quirk è un asteroide della fascia principale. Scoperto nel 1991, presenta un'orbita caratterizzata da un semiasse maggiore pari a 2,7249829 au e da un'eccentricità di 0,2335990, inclinata di 10,50181° rispetto all'eclittica.
L'asteroide è dedicato all'astrofotografo statunitense Steven Quirk.